# Nesrin Hanımefendi
Nesrin Hanımefendi (? – 2. ledna 1853) byla jedenáctá konkubína osmanského sultána Abdulmecida I.
Za sultána se provdala v roce 1846 a dostala titul třetí ikbal. Ve stejném roce porodila své první dítě, syna Şehzade Mehmed Ziyaeddina, který však zemřel ještě jako malé dítě. V srpnu roku 1848 porodila své druhé dítě, dceru Behice Sultan.
V roce 1850 povýšila na pozici druhé ikbal. Ve stejném roce porodila dvojčata, Şehzade Mehmed Nizameddina a Şehzade Mehmed Bahaeddina. V té době byl sultán v Anatolii a novinu o narození dvojčat dostal od své matky Bezmiâlem Sultan. Oba princové však zemřeli v dětství.
Nesrin zemřela 2. ledna 1853 a byla pohřbena v Nové mešitě v Istanbulu.

## Potomstvo
| Jméno                     | Narození           | Úmrtí             | Poznámka                       |
| ------------------------- | ------------------ | ----------------- | ------------------------------ |
| Şehzade Mehmed Ziyaeddin  | 22. listopadu 1846 | 27. dubna 1849    | pohřben v Nové mešitě          |
| Behice Sultan             | 26. srpna 1848     | 21. prosince 1876 | provdala se, neměla žádné děti |
| Şehzade Mehmed Bahaeddin  | 24. června 1850    | 9. listopadu 1872 | pohřben v Nové mešitě          |
| Şehzade Mehmed Nizameddin | 24. června 1850    | 9. listopadu 1872 | pohřben v Nové mešitě          |